# Olios macroepigynus
Olios macroepigynus is een spinnensoort uit de familie van de jachtkrabspinnen (Sparassidae).
De wetenschappelijke naam van de soort werd in 1944 gepubliceerd door Benedicto Abílio Monteiro Soares.